# Brimbank
Brimbank är en region i Australien. Den ligger i delstaten Victoria, omkring 15 kilometer nordväst om delstatshuvudstaden Melbourne. Antalet invånare är 195 469. Arean är 123 kvadratkilometer.
Följande samhällen finns i Brimbank:
- St Albans
- Sunshine West
- Deer Park
- Taylors Lakes
- Sunshine North
- Sydenham
- Keilor Downs
- Cairnlea
- Delahey
- Derrimut
- Keilor
- Albion
- Kealba
- Keilor Park
- Keilor Lodge
- Brooklyn

Runt Brimbank är det i huvudsak tätbebyggt. Runt Brimbank är det mycket tätbefolkat, med 1 819 invånare per kvadratkilometer. Genomsnittlig årsnederbörd är 971 millimeter. Den regnigaste månaden är juni, med i genomsnitt 115 mm nederbörd, och den torraste är januari, med 34 mm nederbörd.